# Tepłyk
Tepłyk (ukr. Теплик; pol. hist. Teplik) – osiedle typu miejskiego na Ukrainie, w obwodzie winnickim, siedziba władz rejonu tepłyckiego. W 2001 roku liczyło ok. 6,7 tys. mieszkańców.

## Historia
Prywatne miasto szlacheckie położone w województwie bracławskim było w 1789 własnością Stanisława Szczęsnego Potockiego. Pod rozbiorami siedziba gminy Teplik w powiecie hajsyńskim guberni podolskiej.
W lutym 1919 r., podczas wojny domowej w Rosji, w pogromie dokonanym przez bandę ukraińską zginęło ok. 200 miejscowych Żydów.
Podczas okupacji hitlerowskiej, w lipcu 1941 roku Niemcy utworzyli getto dla żydowskich mieszkańców. Przebywało w nim około 2000 (w tym ok. 700 Żydów z Bukowiny) osób. 26 maja 1942 roku Niemcy zlikwidowali getto, a Żydów zamordowali. Sprawcami zbrodni było Gestapo, niemiecka żandarmeria, litewskie oddziały pomocnicze oraz ukraińska policja.

## Zabytki
- piętrowy dwór wybudowany w 1875 r. przez Augustowę Potocką. Zniszczony w 1917 r.[6]
- kościół Najświętszej Maryi Panny z roku 1822[7].